# Look AHEAD
Look AHEAD (Action for Health in Diabetes) war eine 2001 begonnene, multizentrische, randomisierte kontrollierte Studie, die konzipiert wurde um herauszufinden, ob gewollte Gewichtsreduktion kardiovaskuläre Morbidität und Mortalität bei übergewichtigen Individuen mit Diabetes Typ 2 senkt. Die Studie umfasste 5145 Probanden und fand an 16 US-amerikanischen klinischen Zentren statt. Sie wurde nach einer Nützlichkeitsanalyse (futility analysis) im Jahr 2012 vorzeitig beendet.
Look AHED ist wahrscheinlich die größte randomisierte kontrollierte Studie, die entworfen wurde, um die Auswirkungen von Gewichtsreduktion auf kardiovaskuläre Erkrankungen bei Typ-2-Diabetikern zu untersuchen. Sie erreichte den bisher vielleicht größten kumulativen Langzeitgewichtsverlust in einer großen Studie.

## Zielgruppe
Zielgruppe der Studie waren Patienten mit Typ-2-Diabetes und Übergewicht oder Adipositas. Eingeschlossen wurden 5145 Personen, 60 % Frauen, mittleres Alter 59 Jahre. Alle Probanden waren zu Studienbeginn weitgehend optimal medikamentös behandelt, erhielten also bereits Blutdrucksenker, Cholesterinsenker, Antidiabetika etc.

## Zielgrößen
Als primäre Zielvariable wurde die Gesamtsterblichkeit gewählt, sekundäre Zielwerte waren typische Begleiterkrankungen des Typ-2-Diabetes, aber auch klassische Surrogatparameter (Körpergewicht, Blutdruck etc.)

## Durchführung
Look AHEAD wurde 2001 begonnen und 2012 vorzeitig abgebrochen. Die Studie wurde an 16 Zentren in den USA durchgeführt.

## Methodik
Die Probanden der Interventionsgruppe erhielten ein engmaschiges Beratungsprogram über ein Jahr, gefolgt von jährlichen Folgeberatungen. Schwerpunkt der Beratung war Gewichtsreduktion, aber auch Steigerung der Bewegung und Verbesserung der Ernährungsqualität im Sinne einer low-fat-Diät durch klassische Lebensmittel oder bedarfsweise Formulaprodukte. Die Kontrollgruppe erhielt Beratungstreffen in größeren zeitlichen Abständen mit allgemeiner inhaltlicher Ausrichtung.

## Ergebnisse
Trotz deutlich stärkerer Gewichtsreduktion sowie signifikant besseren Werten für Blutzucker, Blutdruck und Blutfette in der Interventionsgruppe in den ersten Jahren kehrten die Probanden binnen 10 Jahren wieder zum Ausgangsgewicht zurück. Die Studie wurde nach 10 Jahren vorzeitig abgebrochen, weil sich zwischen den Gruppen kein signifikanter Unterschied der Mortalität zeigte. Die Interventionsgruppe erreichte die gleiche Mortalität jedoch mit deutlich weniger Medikation, deutlich weniger sekundären Erkrankungen und deutlich besserer Lebensqualität. Als ein Nachteil der Lebensstilintervention wurde eine Steigerung der Häufigkeit von Knochenbrüchen beobachtet.
Als eine Ursache des fehlenden Nutzenbelegs wird angesehen, dass beide Gruppen bereits zu Studienbeginn eine optimale Medikation erhielten. Diese überdeckte den Nutzen der Lebensstiländerung, so dass in der Interventionsgruppe nur ein Rückgang der Medikation sichtbar wurde.
Der Erstpublikation im Jahr 2013 folgten hunderte weitere Arbeiten. Diese konnten zum Beispiel zeigen, dass Patienten mit stärkerem Ansprechen der Lebensstilmaßnahmen auf Körpergewicht und andere Parameter tatsächlich auch in der Mortalität profitierten, andere Patienten aber nicht.